# Estradasphere
 (mai 2008).
Si vous disposez d'ouvrages ou d'articles de référence ou si vous connaissez des sites web de qualité traitant du thème abordé ici, merci de compléter l'article en donnant les références utiles à sa vérifiabilité et en les liant à la section « Notes et références ».
Estradasphere est un groupe indépendant de musique multi-genre de Santa Cruz en Californie. Le collectif balaie une multitude de genres musicaux, principalement la musique tzigane, le metal, le rock progressif et la musique de jeux vidéo. Le nom du groupe est un hommage à Erik Estrada, un acteur américain, principalement connu pour avoir joué dans la série télévisée CHiPs. Initialement hébergé par le label Web of Mimicry de Trey Spruance, le groupe a signé chez The End Records.

## Historique
Leur premier album, It's understood, contient essentiellement des morceaux de musique tzigane mêlée à du metal, entrecoupés de musiques rappelant les jeux vidéo du début des années 90. Le groupe s'ouvre à d'autres genres dans leur deuxième album, Buck Fever (une contrepèterie salace) : parodie des Beach Boys, musique new age, black metal, tout en gardant les éléments qui apparaissaient dans le premier album. Le groupe enregistre un troisième album pratiquement dans la formation originale, avant que des mésententes artistiques l'oblige à changer la moitié de ces membres. Le saxophone du très charismatique John Whooley est remplacé par un accordéon et un shamisen.
Le quatrième album studio, Palace of Mirrors, et le premier chez The End Records, est sorti en septembre 2006 avec un groupe renouvelé de moitié. Le dernier opus d'Estradasphere montre une plus grande maturité artistique : il est plus cohérent, et fait usage de sections de cuivres, de chœurs et de quatuors à cordes. Le jazz rock tzigane se rapproche de plus en plus du rock progressif.
À noter qu'à la suite d'une participation à un concert de John Zorn en Italie, une partie du groupe a réalisé fin 2007 une mini tournée en France sous le nom d'Estradasphere Trio.

## Membres actuels
- Jason Schimmel : guitare
- Tim Smolens : basse
- Timb Harris : violon, trompette
- Kevin Kmetz - shamisen, guitare (depuis Quadropus)
- Adam Stacey - accordéon, claviers (depuis Palace of mirrors)
- Lee Smith - batterie (depuis Palace of mirrors)

### Anciens membres
- David Murray - batterie (jusqu'à Buck Fever)
- John Whooley - saxophone (jusqu'à Quadropus)

## Discographie
- It's understood - 2000
- Buck fever - 2001
- The silent elk of yesterday - 2001 (concert)
- Quadropus - 2003
- Passion for life - 2004 (DVD de concerts + CD de raretés)
- These are the days - 2004 (DVD, doc + concerts, réédition de VHS)
- Palace of mirrors - 2006
- Palace of mirrors - 2007 (DVD)
- The Pegasus Vault - 2008